# Panzerbrigade 18
Die Panzerbrigade 18 „Holstein“ mit Sitz des Stabs zuletzt in Boostedt war eine Brigade des deutschen Heeres, die 2008 zusammen mit ihrer ehemals übergeordneten 14. Panzergrenadierdivision „Hanse“ aufgelöst wurde. Die Panzerbrigade 18 war die letzte Stammbrigade der ehemaligen 6. Panzergrenadierdivision. Die Brigade war vollständig in Schleswig-Holstein stationiert.

## Geschichte

### Vorgeschichte als Kampfgruppe in der Heeresstruktur 1
Zur Einnahme der Heeresstruktur 1 wurde die Kampfgruppe B 1 zum 1. Juli 1956 mit Standort des Stabes in der Hindenburg-Kaserne in Neumünster neu aufgestellt. Die Kampfgruppe B 1 war Teil der 1. Panzerdivision. Zum 1. April 1958 wurde die Kampfgruppe B 1 in Kampfgruppe B 6 umbenannt und der 6. Grenadierdivision unterstellt. Zeitgleich wurde zum 1. April 1958 eine „neue“ Kampfgruppe B 1 – als „Vorläufer“ der späteren Panzergrenadierbrigade 1 – mit Standort des Stabes in Hildesheim neu aufgestellt. Die bisher unterstellten Bataillone blieben der Kampfgruppe B 6 erhalten.
Die Kampfgruppe B 6 gliederte sich frühestens im April 1958 in folgende Truppenteile:
- Kampfgruppenstab Kampfgruppe B 6, Neumünster[2][1]
  -  Panzerjägerbataillon 3,[2] Neumünster[1]
  -  Panzerbataillon 13,[2] Flensburg/Boostedt[1]
  -  Grenadierbataillon 31,[2] Buxtehude/Itzehoe[1]
  -  Grenadierbataillon 46,[2] Boostedt[1]

Im Mai 1958 verlegten weitere Truppenteile der Kampfgruppe B 6 von Hamburg nach Neumünster und Boostedt.

### Heeresstruktur 2
Im Januar 1959 wurde die Stabskompanie der Kampfgruppe B 6 geteilt. Ein Teil sollte die Stabskompanie der neu aufzustellenden Panzerbrigade 18 bilden, der andere Teil verlegte nach Hamburg, um dort den Stamm der Stabskompanie der Panzergrenadierbrigade 17 zu bilden. Zur Einnahme der Heeresstruktur 2 wurde zum 16. März 1959 die Kampfgruppe B 6 in die Panzerbrigade 18 umgegliedert. Die Brigade wurde der 6. Panzergrenadierdivision unterstellt. Die Brigade umfasste folgende Truppenteile:
- Panzergrenadierbataillon 182 (Bad Segeberg, ehemals Grenadierbataillon 46)
- Panzerbataillon 183 (Boostedt, ehemals Panzerbataillon 13)
- Panzerbataillon 184 (Neumünster, ehemals Panzerjägerbataillon 3)
- Panzerartilleriebataillon 185 (Boostedt)
- Versorgungsbataillon 186 (Aufstellung 1. April 1959, Neumünster)
- Panzeraufklärungskompanie 180 (Aufstellung 16. September 1958, Lingen an der Ems, Verlegung 7. Januar 1959 nach Strande-Altbülk und im August 1959 nach Breitenburg, am 1. Oktober 1961 Eingliederung in Panzerspähzug 180 und Umgliederung zu 3./ Panzerspähzug 180)
- Panzerpionierkompanie 180 (Aufstellung ab 1. März 1959 in Plön durch Aus- und Umgliederung der 3. Kompanie des Pionierbataillons 6)
- Flugabwehrbatterie 180 (Aufstellung 16. September 1961 in Schleswig, Verlegung am 2. Januar 1962 nach Lütjenburg, Umbenennung am 1. Februar 1967 in Flugabwehrlehrbatterie 61 und Lehrtruppenteil der Heeresflugabwehrschule, jedoch bis 1971 weiterhin Brigadeeinheit)
- ABC-Abwehrkompanie 180 (Aufstellung 1. Oktober 1967 aus der ABC-Abwehrkompanie 6, nur bis 1. April 1972 unterstellt)
- Stabskompanie

1962 erfolgte der erste große Einsatz bei der Sturmflut in Norddeutschland.

### Heeresstruktur 3
1972 wurde das Versorgungsbataillon 186 aufgelöst. Neu aufgestellt wurde dafür die Instandsetzungskompanie 180 (früher 3./Versorgungsbataillon 186) in Boostedt und die Nachschubkompanie 180 (früher 4./Versorgungsbataillon 186) in Neumünster. Am 1. Oktober 1976 wurde zusätzlich die Instandsetzungsausbildungskompanie 6/6 unterstellt. 1977 unterstanden der Brigade:
- Panzergrenadierbataillon 182
- Panzerbataillon 183
- Panzerbataillon 184
- Panzerartilleriebataillon 185
- Versorgungsbataillon 186
- Stabskompanie (Neumünster)
- Nachschubkompanie 180 (Neumünster)
- Instandsetzungskompanie 180 (Boostedt)
- Panzerpionierkompanie 180 (Lübeck)
- Panzerspähzug 180 (Neumünster)

Der größte Einsatz der Panzerbrigade 18 mit 5000 unterstellten Soldaten und zivilen Einsatzkräften erfolgte während der Schneekatastrophe 1978/1979 unter Oberst Hentschel.

### Heeresstruktur 4
Am 1. April 1981 wurde das Panzerbataillon 181 und das Jägerbataillon 67 in Breitenburg-Nordoe neu aufgestellt. Das Jägerbataillon 67 war ein teilaktiver Verband, der erst im Spannungsfall durch Reservisten aufwachsen konnte. Die Kampfkompanien Panzerbataillon 181 waren im Frieden den Bataillonen 182, 183 und 184 zugeteilt. 1980 wurde die ehemalige Panzerjägerkompanie 170 als Panzerjägerkompanie 180 der Panzerbrigade 18 unterstellt. In der Heeresstruktur 4 unterstand der Brigade zunächst auch die Ausbildungskompanie StDst/MKF 2/6 (Neumünster, Sick-Kaserne). Das Panzerbataillon 184 verlegte 1983 von Neumünster (Scholtz-Kaserne) in die Rantzau-Kaserne in Boostedt. Die  Nachschubkompanie 180 lag zunächst in Neumünster (Rantzau-Kaserne) wurde aber dann nach Boostedt verlegt. Der Beiname „Holstein“ wurde der Panzerbrigade 18 am 26. April 1988 verliehen.
Die Brigade umfasste im Herbst 1989 in der Friedensgliederung etwa 2900 Soldaten. Die geplante Aufwuchsstärke im Verteidigungsfall betrug rund 3300 Soldaten. Zum Aufwuchs war die Einberufung von Reservisten und die Mobilmachung von nicht aktiven Truppenteilen vorgesehen. Zum Ende der Heeresstruktur 4 im Herbst 1989 war die Brigade weiter Teil der 6. Panzergrenadierdivision und gliederte sich grob in folgende Truppenteile:
- Stab/Stabskompanie Panzerbrigade 18, Neumünster (Sick-Kaserne)
  -  Panzerjägerkompanie 180, Bad Segeberg (Lettow-Vorbeck-Kaserne)
  -  Panzerpionierkompanie 180, Lübeck (Trave-Kaserne)
  -  Nachschubkompanie 180, Boostedt (Rantzau-Kaserne)
  -  Instandsetzungskompanie 180, Boostedt (Rantzau-Kaserne)
  -  Panzerbataillon 181 (teilaktiv), Neumünster (Sick-Kaserne)
  -  Panzergrenadierbataillon 182, Bad Segeberg (Lettow-Vorbeck-Kaserne)
  -  Panzerbataillon 183, Boostedt (Rantzau-Kaserne)
  -  Panzerbataillon 184, Boostedt (Rantzau-Kaserne)
  -  Panzerartilleriebataillon 185, Boostedt (Rantzau-Kaserne)

### Heeresstruktur 5 bis zur Auflösung

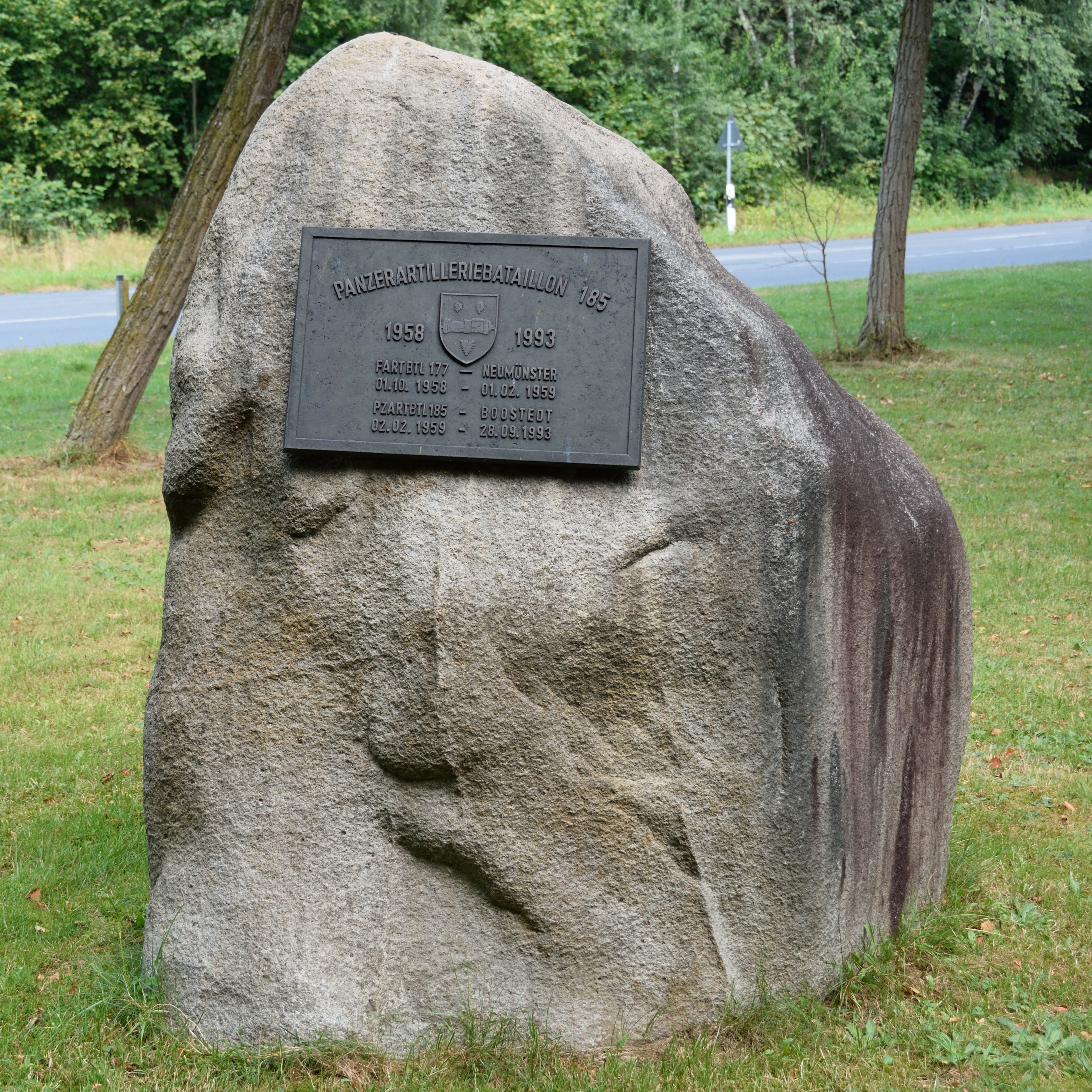
Gedenkstein für das Panzerartilleriebataillon 185 im „Ehrenhain der schleswig-holsteinischen Artillerie“ in Kellinghusen

In der Heeresstruktur 5 wurde die Brigade zu einer teilaktiven mechanisierten Brigade umgegliedert. Dazu wurde das Panzerbataillon 184 1992 als nicht-aktiver Verband dem Panzerbataillon 183 unterstellt. Das Material des Bataillons war in der Rantzau-Kaserne in Boostedt konserviert eingelagert. Weiterhin wurden die Kompanien des Panzerbataillons 181 bis 1991 aufgelöst. Das Jägerbataillon 67 wurde am 30. Januar 1992, das Panzerbataillon 181 im März 1992 endgültig aufgelöst. Das Panzergrenadierbataillon 172 (ehemals Panzergrenadierbrigade 17) verlegte mit Teilen des Panzergrenadierbataillons 171 von Lübeck nach Bad Segeberg. Diese Panzergrenadierbataillone 171 und 172 wurde zum 1. Oktober 1992 der Panzerbrigade 18 als nicht-aktive Truppenteile dem Panzergrenadierbataillon 182 unterstellt.
Inklusive der bis 1997 aufgelösten Einheiten unterstanden zwischen 1990 und 1997 der Brigade damit (zeitweilig):
- Instandsetzungskompanie 180
- Panzerpionierkompanie 180
- Nachschubkompanie 180
- Panzerjägerkompanie 180
- Ausbildungskompanie StDst/MKF 2/6
- Panzerbataillon 181
- Panzergrenadierbataillon 182
- Panzerbataillon 183
- Panzerbataillon 184
- Panzerartilleriebataillon 185
- Jägerbataillon 67
- Feldersatzbataillon 65

Als 1997 die 6. Panzergrenadierdivision aufgelöst wurde, wechselte die Brigade zur 14. Panzergrenadierdivision „Hanse“. Ab 1997 unterstanden der Brigade:
- Standortsanitätszentrum
- Feldersatzbataillon 180
- Panzergrenadierbataillon 182
- Panzerbataillon 183
- Panzerbataillon 184
- Panzerartilleriebataillon 515
- Kraftfahrausbildungszentrum
- Panzerpionierkompanie 510

1997 wurden Kräfte bei der Oderflut eingesetzt. 2000/2001 wurde die Brigade in Bosnien und Herzegowina als SFOR-Einheit eingesetzt. Die Brigade unterstützte beim Hochwassereinsatz an der Elbe im August 2002. 2003 verlegte der Stab Panzerbrigade 18 von Neumünster nach Boostedt. 2003/2004 wurde die Truppe für die ISAF Mission in Afghanistan sowie (nur 2004) als ORF-Bataillon im Kosovo verwendet. 2006 erfolgte die erneute Verwendung als 10. Kontingent ISAF und als ORF-Einheit auf dem Balkan. 2006 begann die Auflösung der Brigade mit der Außerdienststellung des Panzerbataillons 183 aus Boostedt und der Panzerpionierkompanie 510 aus Kellinghusen. Die Brigade und ihre Bataillone wurden zusammen mit ihrer übergeordneten Division Ende 2008 aufgelöst. Der Außerdienststellungsappell wurde am 19. Juni 2008 in der Patenstadt Neumünster durchgeführt. Rund 700 Soldaten stellten das Nachkommando der Brigade, die bis zum Jahresende 2008 endgültig aufgelöst wurde. Der Namenszusatz „Holstein“ wurde dem Aufklärungsbataillon 6 in Eutin übertragen.
Die Brigade hatte seit 2006 keine Aufgaben in der Landesverteidigung mehr. Großgerät wie der Schützenpanzer Marder des Panzergrenadierbataillons 182 waren bereits 2006 ausgesteuert worden. Letzter verbleibender Auftrag bis zur Auflösung war die Durchführung des 18. Deutschen Einsatzkontingents KFOR und das 9. Deutsche Einsatzkontingent EUFOR. Unmittelbar vor der Auflösung wurde die Panzerbrigade 18 2007/2008 auf dem Balkan (KFOR-Einsatz 18. Kontingent, EUFOR-Einsatz 9. Kontingent) eingesetzt. Zuletzt waren dazu noch folgende Einheiten der Brigade unterstellt:
- Stabskompanie Panzerbrigade 18 Holstein (Boostedt)
- Panzerartilleriebataillon 515 (Kellinghusen)
- Panzergrenadierbataillon 182 (Bad Segeberg)

## Kommandeure
Die Kommandeure der Brigade waren (Dienstgrad bei Kommandoübernahme – bei Obersten danach meist regelmäßig Beförderung zum Brigadegeneral):
| Nr. | Name                                                     | Beginn der Berufung | Ende der Berufung  |
| --- | -------------------------------------------------------- | ------------------- | ------------------ |
| 17  | Oberst Georg Maeker (Stellvertretender Kommandeur, mdFb) | 11. Januar 2008     | Auflösung          |
| 16  | Brigadegeneral Christof Munzlinger                       | 1. Mai 2005         | 10. Januar 2008    |
| 15  | Brigadegeneral Rainer Korff                              | 2001                | 30. April 2005     |
| 14  | Oberst Bernd Kiesheyer                                   | 2000                | 2001               |
| 13  | Oberst Christian Trull                                   | 1. Oktober 1995     | 1999               |
| 12  | Oberst Hans-Georg Atzinger                               | 1. Oktober 1992     | 30. September 1995 |
| 11  | Brigadegeneral Ehrenfried Boege                          | 30. August 1985     | 30. September 1992 |
| 10  | Brigadegeneral Dieter Toppe                              | 1. April 1983       | 29. August 1985    |
| 9   | Oberst Hartmut Schmidt-Petri                             | 24. September 1980  | 31. März 1983      |
| 8   | Brigadegeneral Erwin Hentschel                           | 25. September 1974  | 23. September 1980 |
| 7   | Brigadegeneral Heinz Fielitz                             | 1. April 1970       | 24. September 1974 |
| 6   | Oberst Hans Mitto                                        | 1. April 1968       | 31. März 1970      |
| 5   | Oberst Ottomar Berke                                     | 1. April 1964       | 31. März 1968      |
| 4   | Oberst Hermann Miltzow                                   | 1. Juli 1961        | 31. März 1964      |
| 3   | Oberst Wilhelm Voß                                       | 1. April 1959       | 30. Juni 1961      |
| 2   | Oberstleutnant i. G. Wolf-Hubertus Schlabitz             | 1. Februar 1959     | 31. März 1959      |
| 1   | Oberst Eckart Reichel                                    | 1. April 1958       | 31. Januar 1959    |

## Verbandsabzeichen

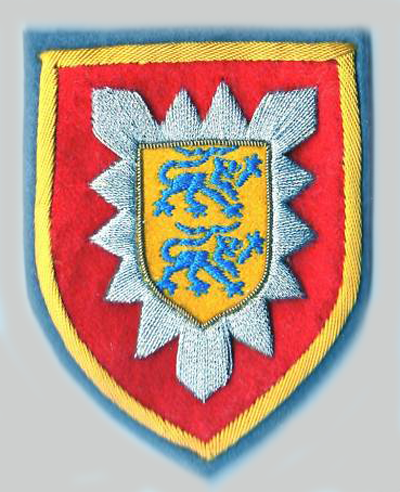
Handgesticktes Verbandsabzeichen für den Dienstanzug

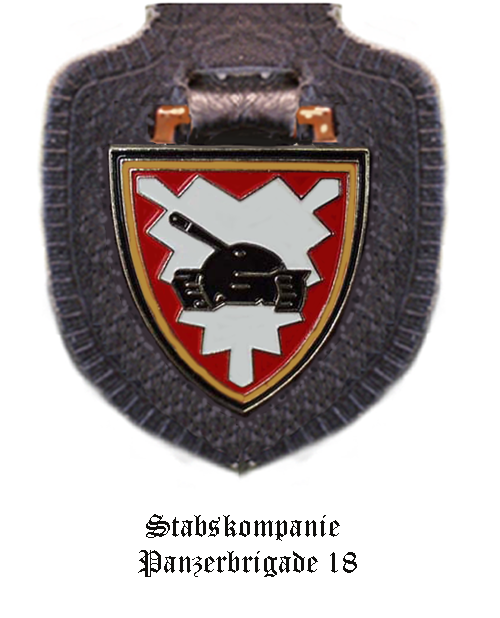
Internes Verbandsabzeichen des Stabes/Stabskompanie

Die Blasonierung des Verbandsabzeichens für den  Dienstanzug der Angehörigen der Panzerbrigade 18 lautete:
 Gold bordiert, in Rot das silberne holsteinische Nesselblatt; diesem aufgelegt ein goldener Schild; darin zwei blaue, nach innen gewandte, rot bewehrte, schreitende Löwen.
Das Verbandsabzeichen ähnelte in der Motivwahl dem Wappen Schleswig-Holsteins. Es zeigt die Schleswigschen Löwen für den Landesteil Schleswig und das Nesselblatt für den zweiten Landesteil Holstein. Die Löwen sind Hauptmotiv im Wappen Dänemarks; mit den dänischen Streitkräften kooperierte die Division eng im Rahmen des deutsch-dänischen Korps LANDJUT. Die Verbandsabzeichen der Division und der unterstellten Brigaden waren bis auf die Borde identisch. In der Tradition der Preußischen Farbfolge erhielt das Verbandsabzeichen der Panzerbrigade 18 als „dritte“ Brigade der Division einen gelben Bord.
Da sich die Verbandsabzeichen der Brigaden der Division nur geringfügig unterschieden, wurde stattdessen gelegentlich auch das interne Verbandsabzeichen des Stabes bzw. der Stabskompanie pars pro toto als „Abzeichen“ der Brigade genutzt. Es zeigte neben dem Nesselblatt auf rotem Grund und gelbem Bord ähnlich wie im Verbandsabzeichen, einen stilisierten Kampfpanzer in der Frontansicht.